# Этнографический кабинет-музей имени Н. Н. Чебоксарова
Этнографический кабинет-музей имени Н. Н. Чебоксарова — музейное учреждение в Москве, созданное в 1992 году и действующее в составе Института этнологии и антропологии имени Н. Н. Миклухо-Маклая РАН.

## История
После закрытия Музея народов СССР в 1948 году Москва на несколько десятилетий осталась без этнографического музея. В 1960—1990-е годах предпринимались безуспешные попытки воплотить в жизнь идею воссоздания этномузея в Москве. На это влияло в том числе то, что до 1992 года ленинградская Кунсткамера являлась частью московского Института этнографии (позднее — этнологии и антропологии) имени Н. Н. Миклухо-Маклая, ведущего этнографического научного учреждения России.
В конце 1991 года было принято решение об организации в структуре Института этнологии и антропологии имени Н. Н. Миклухо-Маклая (ИЭА РАН) собственного этнографического кабинета-музея, который и был организован в 1992 году.
Первоначальной основой собрания музея стала коллекция из более чем 60 предметов культуры из Океании, переданная в дар Институту гражданами Франции художниками Н. Н. Мишутушкиным и А. Пилиоко. Она включает орудия труда, предметы домашнего обихода, традиционного искусства, культа.
В 1992—1993 годах И. А. Чебоксарова, выполняя волю своего мужа, российского антрополога и этнографа Н. Н. Чебоксарова, передала после его смерти в музей 744 предмета культуры и быта населения Китая и других стран Азии (Индия, Вьетнам, Камбоджа, Индонезия, Япония, Монголия), а также Европы (Финляндия, Венгрия, Польша, Болгария, Украина, Литва, Латвия, Эстония) и Африки. География коллекции в значительной мере отражает маршруты научных поездок Н. Н. и И. А. Чебоксаровых. В ней представлены предметы традиционного быта, образцы декоративно-прикладного искусства, этнографические модели. Наиболее обширна и представительна часть Чебоксаровской коллекции, относящаяся к Китаю (предметы культуры хань, качин-цзинпо, яо, тай и др.). Это одежда, украшения, сумки, вееры, циновки, шкатулки и корзины, посуда, предметы интерьера, детские игрушки, музыкальные инструменты, фигуры теневого театра, культовые предметы, произведения пластического искусства и многое другое.
В 1996 году в музее была организована выставка «Материальная культура Китая», посвященная 90-летию со дня рождения учёного и представившая около 300 предметов из Чебоксаровской коллекции. В 2000 году кабинету-музею было присвоено его имя.
На базе коллекций этнографического музейного фонда ИЭА РАН были организованы экспозиции «Культура народов Латинской Америки» (1994), «Материальная культура Китая» (1996) и постоянная — «Культуры народов мира» (с 1998), регулярно дополняемая и обновляемая.

## Описание
По состоянию на 2017 год в фондах кабинета-музей 230 коллекций, включающих около 4 тысяч единиц хранения, связанных с культурой народов России и стран Восточной и Южной Азии, Латинской Америки, Африки и Океании. По состоянию на 2012 год выставки и постоянную экспозицию музея посетило свыше 3 тысяч человек.
Этнографический кабинет располагает помещением, оборудованным специальной мебелью, компьютерной, видео-, аудио- и оргтехникой. Материалы фоно- и видеотеки музея используются при проведении экскурсий в зале постоянной экспозиции.
В музее ведется комплектование коллекций, хранительская, научная, экспозиционная, просветительская работа. Проводится методическая работа, включающая занятия и консультации по музееведению и истории материальной культуры для студентов, аспирантов, российских и зарубежных ученых — специалистов из разных учреждений и гостей ИЭА РАН. Организуются экскурсии на различную этнографическую тематику по музейной экспозиции для школьников, студентов, аспирантов.
Специалисты имеют возможность проводить исследования на материалах музейных коллекций института. Научная (по музеологии и африканистике) и музейная деятельность сотрудников кабинета-музея находит отражение в публикациях и выступлениях с докладами на научных форумах и в СМИ.
При этом кабинет-музей сталкивается с проблемами: дефицитом фондовой и экспозиционной площади (в условиях постоянного прироста коллекционного собрания), нехваткой финансов и малочисленностью кадров.

## Пополнения коллекции
Помимо коллекции Н. Н. Чебоксарского, другими крупными поступлениями начального периода были:
- коллекция традиционной одежды лоло Южного Китая, купленная в 1992 году на средства ИЭА РАН была приобретена у М. В. Крюкова, в те годы — заведующего отделом Зарубежной Азии ИЭА РАН[3],
- коллекция из свыше 140 предметов, подаренная сотрудницей ИЭА РАН З. П. Соколовой и включающая предметы культуры хантов[3],
- коллекция из свыше 1380 предметов материальной культуры из Америки, а также Европы, Азии, Африки, полученная из собрания испанистки С. И. Алениковой в 1993 году[8],
- коллекция 25 образцов косторезного искусства чукчей, переданная в дар директором ИЭА РАН академиком В. А. Тишковым в 1998 году[4].

Музейный фонд кабинета-музея пополнялся и продолжает пополняться новыми коллекциями по культуре народов мира, поступающими от научных сотрудников ИЭА РАН, среди которых Г. А. Аксянова, И. А. Амирьянц, С. А. Арутюнов, М. Л. Бутовская, Р. А. Григорьева, Н. Л. Жуковская, К. П. Калиновская, Л. П. Кузьмина, Т. В. Лукьянченко, Л. Ф. Моногарова, Н. С. Полищук, С. И. Рыжакова, Г. А. Сергеева, А. Е. Тер-Саркисянц, Д. Д. Тумаркин, Г. Л. Хить, В. Н. Шинкарев и многие другие. В пополнении музея участвуют и аспиранты ИЭА РАН, а также сотрудники (Г. Е. Марков и другие) и аспиранты кафедры этнологии исторического факультета МГУ, представители других научных и образовательных учреждений России (В. Г. Солодовников, В. Ф. Выдрин, А. А. Желтов, Э. С. Львова и другие), частные лица — российские и иностранные граждане.
За прошедшие годы значительно обогатился русский фонд кабинета-музея за счет коллекций, переданных сотрудниками ИЭА РАН (коллекции Т. А. Ворониной, С. А. Иниковой, Л. А. Тульцевой и других), и из материалов экспедиционных сборов, проведенных работниками музея (экспедиции 2002 года в Вологодскую область, 2003 года в Тамбовскую и Рязанскую области, 2004 года в Карелию и Архангельскую область, 2005 года в Московскую и Рязанскую области). Русское собрание включает как старые предметы, относящиеся к периоду конца XIX — начала и середины XX веков, так и современные вещи конца XX — начала XXI веков, отражающие процессы сегодняшнего дня.
Расширяется объем и география собрания кабинета-музея по российским регионам, особенно по Поволжью, Кавказу и Сибири. Пополнились коллекции по этнографии ряда зарубежных стран (Азии, Африки, Европы, Америки). Собрания музея в целом характеризуют хозяйство и быт, материальную и духовную культуру земледельцев, скотоводов, охотников и собирателей различных регионов планеты.

## Руководство
- 1992—2010: доктор исторических наук Клара Петровна Калиновская, музейный работник и учёный-африканист[9].